# Napoleon Games Cup 2018 - Beker van België
De Napoleon Games Cup 2018 - Beker van België is de derde editie van dit regelmatigheidscriterium in het Belgische wielrennen. In totaal worden er tien wedstrijden verenigd in één klassement. De eerste wedstrijd is Le Samyn op 27 februari, Binche-Chimay-Binche op 2 oktober wordt de laatste.

## Uitslagen
| Datum        | Wedstrijd                    | Winnaar           | Tweede              | Derde             |  | Leider puntenklassement |
| 27 februari  | Le Samyn                     | Niki Terpstra     | Philippe Gilbert    | Damien Gaudin     |  | Philippe Gilbert        |
| 4 maart      | Dwars door West-Vlaanderen   | Rémi Cavagna      | Florian Sénéchal    | Frederik Frison   |  | Florian Sénéchal        |
| 20 mei       | Grote Prijs Marcel Kint      | Nacer Bouhanni    | Cees Bol            | Dries De Bondt    |  | Florian Sénéchal        |
| 2 juni       | Heistse Pijl                 | Emils Liepins     | Wouter Wippert      | Aksel Nommela     |  | Cees Bol                |
| 15 juni      | Dwars door het Hageland      | Krists Neilands   | Elia Viviani        | Gianni Vermeersch |  | Cees Bol                |
| 19 juni      | Halle - Ingooigem            | Danny van Poppel  | Fabio Jakobsen      | Sean De Bie       |  |                         |
| 14 september | Kampioenschap van Vlaanderen | Dylan Groenewegen | John Degenkolb      | Jasper Stuyven    |  | Sean De Bie             |
| 16 september | Grote Prijs Jef Scherens     | Jasper Stuyven    | Jonas Van Genechten | Timothy Dupont    |  | Sean De Bie             |
| 22 september | Eurométropole Tour           | Mads Pedersen     | Jempy Drucker       | Oliver Naesen     |  |                         |
| 2 oktober    | Binche-Chimay-Binche         | Danny van Poppel  | Yves Lampaert       | Oliver Naesen     |  | Timothy Dupont          |